# Шакін Микола Іванович
Микола Іванович Ша́кін (* 22 травня 1952, с. Петрівка, Шевченківський район, Харківська область) — печенізький краєзнавець, громадський діяч.

## Біографія
Народився 22 травня 1952 року в багатодітній родині колгоспників у селі Петрівка Шевченківського району на Харківщині. Трудову діяльність розпочав 1969 року — завідувачем бібліотеки в Петрівському сільському клубі. Служив у війську. Закінчив Харківський інститут механізації та електрифікації сільського господарства (1977), Академію державного управління при Президентові України (2001), магістр державного управління. Працював за фахом, а також на комсомольсько-партійній і виробничо-господарській роботі на керівних посадах в обласних структурах Харківщини.

## Творчість
Друкувався в газетах та часописах Харківщини. Співавтор двох окремих книжкових видань: «Еліта країни» (т. 1) та «Хлібороб — Іван Шакін». Автор книги новел та оповідань «Хрещений шлях» (видавництво «Майдан», 2013), повісті «Невідомий звір» (видавництво «Майдан», 2014), збірки оповідань «Борщівська відьма» (видавництво «Майдан», 2014), «Колдовские Печенеги» (видавництво «Майдан», 2014, рос. мовою). Підготував до друку книги: «Відлуння Слобожанського жайвора», «Перлинний слід журавлинки» та «Митці Печенізького краю».
Має деяке відношення до декількох проектів увічнення пам'яті видатних людей Слобожанщини у вигляді меморіальних дощок, зокрема, Бобильову Д. К., Редіну Є. К., Троньку П. Т., Харченко Н. В., Монаху Є. М., Василенку П. П., Мисику В., Гордієнку К., Сапеляку С., Шевельову Ю..

## Громадська діяльність
Микола Шакін — член Національної спілки краєзнавців України (з 2013), Національної спілки журналістів України (з 2014), Спілки археологів України (з 2013), творчої асоціації літераторів «Слобожанщина» (з 2014), почесний член Харківської письменницької організації Національної спілки письменників України.

## Нагороди
- «Видатний випускник ХІМЕСГ — ХНТУСГ імені Петра Василенка»;
- Лауреат премії імені академіка Петра Тронька Національної спілки краєзнавців України (2014).[1]
- Лауреат премії імені Михайла Петренка Донецької обласної організації НСКУ (2015).[2]
- Лауреат премії імені Дмитра Яворницького Національної спілки краєзнавців України (2015).[3]